# Мочулки (Могилёвская область)
Мочулки (бел. Мачулкі) — деревня в составе Горбацевичского сельсовета Бобруйского района Могилёвской области Республики Беларусь.

## История
До 20 ноября 2013 года входила в состав Гороховского сельсовета.

## Население
- 1795 год — 12 домов: 39 мужчин 36 женщин
- 1999 год — 83 человека
- 2010 год — 42 человека

## Известные жители, уроженцы
Булацкий, Григорий Васильевич (1921—1999) — белорусский советский журналист, историк, профессор (1972). Декан факультета журналистики БГУ (1967—1981). Лауреат Премии Союза журналистов СССР.